# أوسكار كارنييلو
أوسكار كارنييلو (بالإسبانية: Oscar Carniello) (18 سبتمبر 1988 في الأرجنتين - ) هو لاعب كرة قدم أرجنتيني في مركز الدفاع. لعب مع أتليتيكو رافائيلا.

## وصلات خارجية
- أوسكار كارنييلو على موقع قاعدة بيانات كرة القدم.إي يو (الإنجليزية)
- أوسكار كارنييلو على موقع Soccerway.com (الإنجليزية)